# 米沢市立南部小学校
米沢市立南部小学校（よねざわしりつ なんぶしょうがっこう）は山形県米沢市にある公立小学校。

## 沿革
- 1875年（明治8年）5月 - 東寺町に松渓学校として開校
- 1887年（明治20年）3月 - 東寺町尋常小学校に改称
- 1907年（明治40年）9月 - 現在地に南部尋常小学校新築
- 1919年（大正8年）
  - 5月 - 米沢大火により本校消失
  - 10月 - 本校校舎竣工
- 1941年（昭和16年）4月1日 - 国民学校令により米沢市立南部国民学校に改称
- 1947年（昭和22年） - 学制改革により、米沢市立南部小学校に改称
- 1955年（昭和30年）3月 - 西体育館改築
- 1956年（昭和31年）8月 - プール竣工
- 1977年（昭和52年）9月 - 相撲場落成
- 1980年（昭和55年）3月 - 新校舎落成
- 1988年（昭和63年）8月 - 新プール完成
- 1992年（平成4年）4月 - 一部児童が新設の松川小学校に転校

出典

## 通学区域
- 相生町(7番64号から104号まで)、泉町一丁目、泉町二丁目、太田町一丁目、太田町二丁目、太田町三丁目、太田町四丁目、太田町五丁目、大町一丁目、大町二丁目、城南一丁目、城南二丁目、城南三丁目、城南四丁目、城南五丁目、杉の目町、福田町一丁目、福田町二丁目、本町一丁目、本町二丁目、本町三丁目、松が岬一丁目、松が岬二丁目(1番2号から70号まで、2番4号から69号まで)、3番5号から43号まで、4番、5番5号から39号まで、6番8号から70号まで、丸の内一丁目(2番、3番、4番、8番、9番4号から24号まで、10番、11番、12番、13番、14番)、門東町一丁目(1番、2番、3番、4番、5番1号から23号まで、5番34号から39号まで)、大字福田[2]

## 進学先中学校
- 公立学校は、第二中学校へ進学、一部は第一中学校に進学する[2]。

## 周辺
- 山形県立米沢商業高等学校
- 山形大学 米沢キャンパス
- 伝国の杜（米沢市上杉博物館・置賜文化ホール）
- 米沢税務署
- 米沢市立病院
- 米沢城跡
- JR東日本 米坂線 南米沢駅